# Yasmani Acosta
Yasmani Acosta Fernández (ur. 16 lipca 1988) – kubański, a od 2016 roku chilijski zapaśnik walczący w stylu klasycznym. Dwukrotny olimpijczyk. Srebrny medalista z Paryża 2024 w kategorii 130 kg, a także piąty w Tokio 2020 w tej samej wadze.
Brązowy medalista mistrzostw świata w 2017, a także igrzysk panamerykańskich w 2019 i 2023. Zdobył siedem medali mistrzostw panamerykańskich w latach 2011 - 2024. Triumfator igrzysk Ameryki Południowej w 2018, 2022 i mistrzostw Ameryki Południowej w 2017 i 2019. Wygrał igrzyska boliwaryjskie w 2022. Siódmy w indywidualnym Pucharze Świata w 2020. Piąty w Pucharze Świata w 2010 i ósmy w 2011 roku.